# Şehirkuruçay, İskilip
Şehirkuruçay là một xã thuộc huyện İskilip, tỉnh Çorum, Thổ Nhĩ Kỳ. Dân số thời điểm năm 2010 là 241 người.